# زعفرانة (أرحب)

تعديل مصدري - تعديل

زعفرانة هي إحدى قرى عزلة بني على بمديرية أرحب التابعة لمحافظة صنعاء، بلغ تعداد سكانها 122 نسمة حسب تعداد اليمن لعام 2004.